# 遊佐長直
遊佐 長直（ゆさ ながなお）は、室町時代後期から戦国時代にかけての武将。尾州畠山氏の家臣。河内国守護代。

## 略歴
遊佐氏は畠山氏の家臣で代々河内守護代を務めていたが、畠山氏に内訌が起こると遊佐氏も別々の家系に分かれて対立、長直は神保長誠・成身院光宣らと共に畠山政長を支持して畠山義就に付いた遊佐国助・遊佐就家と対立した。政長が義就追討の最中の寛正5年（1464年）に上洛すると若江城の守備を任されたが、文正元年（1466年）に義就が大和国で挙兵し9月に若江城を攻めると撤退、義就は12月に上洛、翌応仁元年（1467年）の応仁の乱のきっかけとなった。
文明8年（1476年）4月に政長の命令で河内へ下向したが、翌文明9年（1477年）に義就も河内へ下向、10月9日に若江城を落とされ船で淀川に出て逃れた（若江城の戦い）。文明14年（1482年）の政長の河内攻めに従軍したが、文明15年（1483年）9月に義就軍に包囲された犬田城（大阪府枚方市）の後詰に向かい、逆襲に遭い大敗、犬田城も陥落した（犬田城の戦い）。
明応2年（1493年）に室町幕府10代将軍・足利義材を擁立して政長と共に義就の子・基家を攻めたが、細川政元が義材の従兄の義澄を擁立して明応の政変を起こし、細川軍に河内正覚寺城を攻められ政長と共に自刃した。
政長の子で従軍していた畠山尚順は逃げ延びて政元・基家と戦い、遊佐順盛・長教父子らが尚順を支えていくが、長直との関係は不明。